# مهدی مودینی
مهدی مودینی (انگلیسی: Mahdi Moudini؛ زادهٔ ۱۴ مارس ۱۹۷۹) شعبده‌باز ایرانی‌تبار اهل مالزی است. وی از سال ۱۹۸۴ میلادی تاکنون مشغول فعالیت بوده‌است.